# 半裸骨尾魚
半裸骨尾魚（學名：Gila seminuda）為輻鰭魚綱鯉形目雅羅魚科骨尾魚屬的其中一種，被IUCN列為瀕危保育類動物，分布於北美洲美國亞利桑納州、內華達州、猶他州的Virgin河及Muddy河中上游流域，體長可達38公分，棲息在水流緩慢、岩石底質或有覆蓋的河川中上游底中層水域，生活習性不明，因棲地破壞及外來物種入侵，導致族群數量減少。

## 扩展阅读
維基物種上的相關：半裸骨尾魚